# Arthur L. Miller

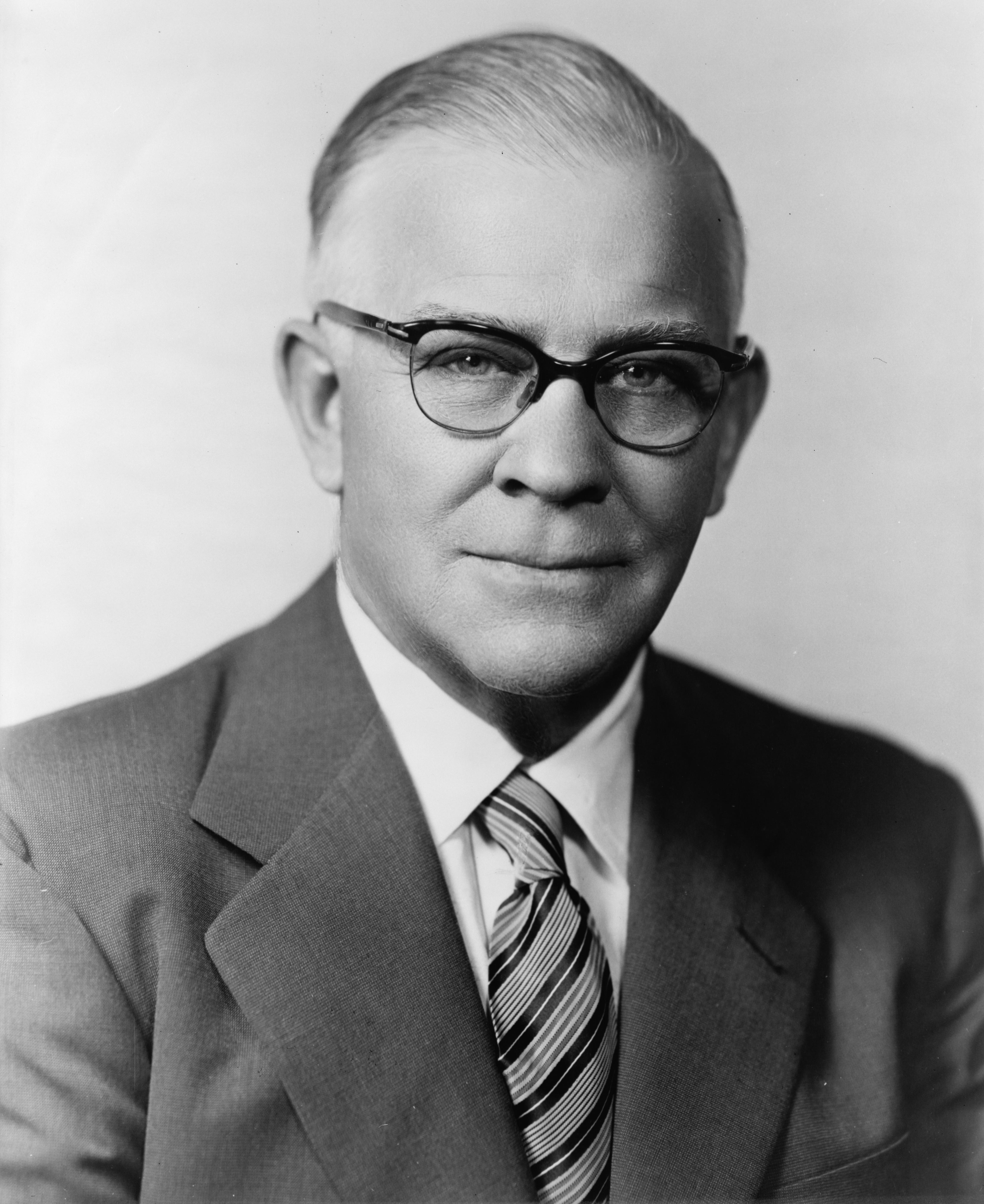
Arthur L. Miller

Arthur Lewis Miller (* 24. Mai 1892 bei Plainview, Pierce County, Nebraska; † 16. März 1967 in Chevy Chase, Maryland) war ein US-amerikanischer Politiker. Zwischen 1943 und 1959 vertrat er den vierten Wahlbezirk des Bundesstaates Nebraska im US-Repräsentantenhaus.

## Werdegang
Arthur Miller besuchte die öffentlichen Schulen seiner Heimat. 1911 schloss er die High School ab, dann studierte er an der Loyola Medical School in Chicago bis 1918 Medizin. Zwischenzeitlich arbeitete er von 1911 bis 1913 als Lehrer in Plainview. Nach seinem Medizinstudium wurde Miller von 1917 bis 1919 Mitglied des Medizinischen Bereitschaftsdienstes (Medical Reserve Corps) der Streitkräfte. Zwischen 1919 und 1942 praktizierte er in Kimball als Arzt. Außerdem engagierte er sich in der Landwirtschaft.
Politisch wurde Miller Mitglied der Republikanischen Partei. In den Jahren 1933 und 1934 war er Bürgermeister von Kimball und von 1937 bis 1941 gehörte er der Nebraska Legislature an. 1940 bewarb er sich erfolglos in den Vorwahlen seiner Partei um die Nominierung für den Posten des Gouverneurs von Nebraska. Diese ging an den späteren Wahlsieger Dwight Griswold. Zwischen 1941 und 1942 war Miller Gesundheitsminister (State Health Director) von Nebraska.
1942 wurde er im vierten Distrikt von Nebraska in das US-Repräsentantenhaus gewählt, wo er am 3. Januar 1943 die Nachfolge von Carl Curtis antrat. Nachdem Miller bei den folgenden sieben Kongresswahlen in seinem Amt bestätigt wurde, konnte er bis zum 3. Januar 1959 insgesamt acht Legislaturperioden im Kongress absolvieren. Zwischenzeitlich war er Vorsitzender des Committee on Interior and Insular Affairs. Bei den Wahlen des Jahres 1958 unterlag er dem Kandidaten der Demokratischen Partei, Donald McGinley. Von 1959 bis 1961 war Miller Abteilungsdirektor im US-Innenministerium in Washington. Danach zog er sich aus der Politik zurück.